# Cunday
Cunday es un municipio con 7762 habitantes (censo 2018) ubicado en el sudeste del departamento del Tolima, aproximadamente en el centro de Colombia, distando de 87 km de Ibagué.

## División político-administrativa
Además de su cabecera municipal, Cunday tiene bajo su jurisdicción los siguientes centros poblados:
- El Revés
- La Aurora
- San Pablo
- Tres Esquinas
- Valencia
- Varsovia

### Veredas
El municipio cuenta con 51 veredas: 
Agua Blanca El Diviso, Agua Blanca El Roble, Agua Blanca La Florida, Alto Torres, Bajas, Balcones, Bojitos, Buena Vista, California, Chicalá, Chitato, Cimalta, El Bethel, El Cascajoso, El Cuinde, El Páramo, El Recreo, El Revés, El Rodeo, Gaberales, Guasimal, La Catorce, La Florida Alto Cunday, La Frontera, La Hoya - Santa Isabel, La Meseta, La Pepina, La Unión, La Vega Del Cunde, La Victoria, La Virginia, La Yuca, Las Camelias, Las Margaritas, Mesa De Betulia, Mesa De Flórez, Mesa De Ramírez, Montañuela, Parroquia Vieja, Potrero Díaz, San Francisco, San Isidro, San Martin, San Pablo, San Pedro, San Vicente, Santa Ana, Santa Rita, Torres, Valencia y Varsovia.

Mapa veredal de Cunday

## Historia
En sus inicios la zona estuvo habitada por indios cundayes de la familia pijao, según Paul Rivet. Cyunday fue erigido inicialmente como un curato de indios. Luis Caycedo, un magnate con intereses económicos en Saldaña, Purificación, Neiva y Bogotá (por el clásico sistema de apropiarse de baldíos, cercarlos y pedir posesión) se hizo con la mayoría de predios donde hoy se asienta el municipio.
Los registros indican que por lo menos desde 1780 fue curato de indios (aunque se afirma que desde 1725 fue fundado como tal), siendo sacerdote Eusebio José Valdés y Paniagua. En 1784 se levanta una capilla que dio origen al villorrio, en el sitio de Parroquia Vieja. En 1791 se construye la capilla en el Valle del Teatino, donde en 1796 se funda la parroquia de blancos, por iniciativa de la familia Vargas, oriunda de Santander. Se producía quina en abundancia y tabaco en cantidades incipientes.
Desde su fundación como parroquia pertenecía administrativamente al cabildo de Purificación, provincia de Neiva; eclesiásticamente, empero, dependía de Pandi.
Dada la boscosidad y cercanía con la capital virreinal, la zona fue explorada por estudiosos de la botánica tales como Francisco José de Caldas y José Manuel Restrepo.

### sigloXIX
En el año de 1811 pasó a ser parte de Cundinamarca, Partido de Bosa. Entre 1816 y 1819, Francisco Morales Fernández, protagonista del 20 de julio de la historia nacional, se escondió del pacificador Pablo Morillo en esta zona. En 1824 la parroquia quedó incorporada al cantón de Fusagasugá; y en 1831 fue asimilada a la provincia de Bogotá, dentro del mismo cantón. Por esos tiempos se empezó a explotar comercialmente el cultivo del arroz en el municipio. En 1861 formó parte por primera vez del Estado Soberano del Tolima, sin embargo dos años después regresó al Estado Soberano de Cundinamarca y posteriormente al de Tolima. Entre tanto los gamonales conservadores que veían amenazada su estabilidad por los sacudones políticos liberales, armaron una guerrilla conservadora famosa: "La Columna Betuliana", de efímera existencia.
En 1887 Cunday fue ascendida de aldea a distrito municipal. Recién se empezaban a apropiar baldíos para la siembra de café en la región, tanto es así que para 1890 ya el valor de los predios reportados era semejante al de Chaparral y no estaba muy lejano del reportado por Melgar (una verdadera potencia cafetera por esa época).

### sigloXX
Durante la guerra de los Mil Días a causa del enrarecido clima económico y político muchas propiedades quedaron abandonadas, muchos campesinos fueron a la guerra y perecieron o emigraron a otras zonas. Por esta época Cunday servía como corredor geográficos para ir y venir entre Colombia (Huila), el Meta y el Páramo del Sumapaz, que luego habrán de aprovechar insurgentes de otras generaciones.
Durante el periodo de reconstrucción nacional, con el gobierno de Rafael Reyes se promulga la Ley 17 de 1905 que agrega el municipio de Cunday al Departamento de Cundinamarca; la Ley 46 del mismo año crea el Departamento de Quesada y allí fue a parar el municipio. En 1908 se creó el Departamento de Girardot y allí fue a parar ahora Cunday, sin embargo a fines de agosto el municipio de Cunday fue absorbido por el distrito capital. Pero un año más tarde se reincorpora al departamento del Tolima, pero solo hasta 1910.
Según el censo de 1905 Cunday había quedado diezmada con tan solo 1826 habitantes. El siguiente censo en 1912, indica un total de 4172 pobladores.
Hacia 1925 pertenecía electoral y educativamente al circuito de El Guamo, judicialmente al circuito de Melgar. Tenía tan solo dos escuelas rurales, La rural alternada de El Páramo y la Rural Alternada de La Mesa de Flórez. Su población estimada a ese año, era de 6.016 habitantes. Había 6 haciendas cafeteras grandes (de más de 100.000 cafetos) y siete medianas (de entre 60.000 y 100.000 arbustos), así como 6 trilladoras de café. También ese año se constituyó la afamada Compañía Cafetera de Cunday S.A. Por esa época hay un aumento significativo del volumen de colonizaciones en el sector.
El Decreto 1110 de 1928 limitaba dichas comarcas, en tanto el decreto 839 también de dicho año autorizaba la parcelación de tierras y la construcción de caminos en esta zona del Sumapaz, siendo ambos decretos, de alguna difusa manera, los padres de la Colonia Agrícola del Sumapaz. En noviembre de 1928 se realizó un censo que indicó que Cunday contaba con 10.952 habitantes.
Para 1929 se habían construido 9 kilómetros de la carretera paso de Fusagasugá-Cunday. En la década de 1930 fueron comunes los conflictos agrarios sobre todo en las grandes plantaciones de café.

## Geografía

### Límites municipales
Cunday está delimitado por varios municipios:
| Noroeste: Carmen de Apicalá                    | Norte: Melgar     | Nordeste: Icononzo (Río Cunday)                                   |
| Oeste: Límite entre Carmén de Apicalá y Suárez |                   | Este: Límite entre Icononzo, Cabrera ( Cundinamarca) y Villarrica |
| Suroeste: Suárez                               | Sur: Purificación | Sureste: Villarrica                                               |

## Economía
Sus principales actividades económicas son la recolección de café y la ganadería. Su clima es cálido y húmedo favoreciendo el cultivo de varios productos como: fríjol, mora, lulo, cacao y banano.

## Servicios públicos
- Energía eléctrica: Celsia es la empresa prestadora del servicio de energía eléctrica.
- Gas natural: Alcanos de Colombia es la empresa distribuidora y comercializadora de gas natural en el municipio.